# Golden Gala 2008
Il Golden Gala 2008 è stata la 28º edizione dell'annuale meeting di atletica leggera Golden Gala e si è svolta, come di consueto, allo Stadio Olimpico di Roma, dalle ore 19:45 alle 23:00 UTC+2 dell'11 luglio 2008. Il meeting è stato anche la terza tappa della Golden League 2008.

## Programma
Il meeting ha visto lo svolgimento di 18 specialità, 10 maschili e 8 femminili: di queste, 6 maschili e 4 femminili erano valide per la Golden League. Oltre a queste, erano inserite in programma una serie ulteriore dei 400 m maschili.
| #  | Orario | Specialità             |
| -- | ------ | ---------------------- |
| 1  | 19:45  | Lancio del giavellotto |
| 2  | 20:05  | 3000 m siepi           |
| 3  | 20:30  | 5000 m                 |
| 4  | 20:50  | Salto in lungo         |
| 5  | 20:55  | 110 m hs               |
| 6  | 21:05  | 1500 m                 |
| 7  | 21:15  | 100 m                  |
| 8  | 21:35  | 400 m                  |
| 9  | 21:55  | 400 m hs               |
| 10 | 22:15  | 800 m                  |

| # | Orario | Specialità       |
| - | ------ | ---------------- |
| 1 | 20:20  | 800 m            |
| 2 | 20:25  | Salto in alto    |
| 3 | 20:40  | Salto con l'asta |
| 4 | 20:45  | 100 m hs         |
| 5 | 21:25  | 400 m            |
| 6 | 21:45  | 200 m            |
| 7 | 22:05  | 400 m hs         |
| 8 | 22:35  | 5000 m           |

     Specialità valide per la Golden League

## Risultati
Di seguito i primi tre classificati di ogni specialità.

### Uomini
| Specialità             | 1º classificato       | Prestazione | 2º classificato      | Prestazione | 3º classificato        | Prestazione |
| 100 m                  | Francis Obikwelu      | 10"04       | Derrick Atkins       | 10"04       | Nesta Carter           | 10"05       |
| 400 m                  | Jeremy Wariner        | 44"36       | LaShawn Merritt      | 44"37       | Chris Brown            | 44"73       |
| 800 m                  | Amine Laalou          | 1'44"27     | Mbulaeni Mulaudzi    | 1'44"61     | Yusuf Saad Kamel       | 1'44"68     |
| 1500 m                 | Asbel Kiprop          | 3'41"64     | Abdalaati Iguider    | 3'31"88     | Tarek Boukensa         | 3'31"98     |
| 5000 m                 | Sileshi Sihine        | 13'04"94    | Eliud Kipchoge       | 13'05"26    | Tariku Bekele          | 13'06"00    |
| 110 m hs               | Dayron Robles         | 13"08       | Sergiy Demidyuk      | 13"40       | David Payne            | 13"43       |
| 400 m hs               | Kerron Clement        | 48"23       | Bershawn Jackson     | 48"34       | Danny McFarlane        | 48"57       |
| 3000 m siepi           | Brimin Kiprop Kipruto | 8'15"71     | Ezekiel Kemboi       | 8'16"91     | Tareq Mubarak Taher    | 8'17"65     |
| Salto in lungo         | Irving Saladino       | 8,30 m      | Mohamed Al Khuwalidi | 8,22 m      | Hussein Taher Al-Sabee | 8,08 m      |
| Lancio del giavellotto | Tero Pitkämäki        | 87,70 m     | Tero Järvenpää       | 84,53 m     | Eriks Rags             | 83,45 m     |

In grassetto le specialità valide per il jackpot della Golden League
     Atleti ancora in corsa per il jackpot della Golden League dopo questo meeting

### Donne
| Specialità       | 1º classificato        | Prestazione | 2º classificato        | Prestazione | 3º classificato           | Prestazione |
| 200 m            | Kerron Stewart         | 22"34       | Sanya Richards         | 22"49       | Muriel Hurtis-Houairi     | 22"50       |
| 400 m            | Allyson Felix          | 50"25       | Novlene Williams       | 50"79       | Shericka Williams         | 50"83       |
| 800 m            | Pamela Jelimo          | 1'55"69     | Janeth Jepkosgei       | 1'58"74     | Yuliya Krevsun            | 1'58"75     |
| 5000 m           | Tirunesh Dibaba        | 14'36"58    | Meselech Melkamu       | 14'38"78    | Priscah Jepleting Cherono | 14'45"12    |
| 100 m hs         | Brigitte Foster-Hylton | 12"60       | Delloreen Ennis-London | 12"62       | Candice Davis             | 12"72       |
| 400 m hs         | Melaine Walker         | 54"36       | Anna Jesień            | 54"71       | Tiffany Williams          | 54"97       |
| Salto in alto    | Blanka Vlašić          | 2,00 m      | Elena Slesarenko       | 1,98 m      | Tia Hellebaut             | 1,98 m      |
| Salto con l'asta | Elena Isinbaeva        | 5,03 m      | Monika Pyrek           | 4,75 m      | Silke Spiegelburg         | 4,70 m      |

In grassetto le specialità valide per il jackpot della Golden League
     Atlete ancora in corsa per il jackpot della Golden League dopo questo meeting